# Lars-Eric Gustafsson
Lars-Eric Gustafsson, även skrivet Gustavsson, född 6 juni 1935 i Göteborg, är en svensk roddare. Han tävlade för Uddevalla RK.
Vid Europamästerskapen i rodd 1959 i Mâcon tog Gustafsson brons i fyra med styrman (tillsammans med Kjell Hansson, Ulf Gustafsson, Lennart Hansson och Bengt Gunnarsson).
Gustafsson tävlade i två grenar för Sverige vid olympiska sommarspelen 1960 i Rom. Han var en del av Sveriges lag som blev oplacerade på både fyra med styrman och åtta med styrman.